# Шамблер
Шамблер или межпространственный бродяга (англ. Dimensional Shambler) — неуловимое чудовище из иного измерения, которое впервые появляются в рассказе Г. Ф. Лавкрафта «Ужас в музее» (октябрь 1932), написанного в соавторстве с Хейзел Хелд. Шамблер может иметь сходство с существами из рассказа Кларка Эштона Смита «Охотники из преисподней», публикация которого на год предшествует рассказу Лавкрафта. Вероятно, разные авторы решили ссылаться на образ этого существа.

## Описание

### Лавкрафт
Лавкрафт первым применил название Шамблер (англ. Shambler) в рассказе «Ужас в музее» (октябрь 1932):
Гигантское чёрное существо, полуобезьяна, полунасекомое. Шкура складками покрывала тело, а морщинистая, с мёртвыми глазами, голова-рудимент раскачивалась, как у пьяного, из стороны в сторону. Передние лапы с широко раздвинутыми когтями были протянуты вперед, а туловище напряжено в убийственно злонамеренной готовности в резком контрасте с полнейшим отсутствием какого-либо выражения на том, что можно было бы назвать лицом. У него плотная, серая, похожая на мумию, кожа, длинные руки с огромными когтями. Голова похожа на полуобезьяну и полунасекомое с кривыми клыками. Глаза утоплены в глубоких отверстиях глазниц, похожих на желтые щели.
Лавкрафт кратко описывает межпространственного Шамблера. Это неуловимое существо материализуется в нашем мире из другого измерения и, вероятно, является нематериальным на ощупь, — его нельзя коснуться. Шамблер представляет собой смутно-человекоподобное искажённое создание, сочетающее в себе черты обезьян и насекомых. Это косматые морщинистые создания с огромными когтями. У них рудиментальная голова с бесформенным лицом без какого-либо выражения, с мертвыми глазами и свободно болтающейся склизкой черной кожей, от которой исходит затхлый запах. Глаза, идентичные по строению глазам насекомых, имеют вид светящихся чернотой точек. Рост больше человеческого. Местами на теле заметны участки прочного хитинового покрова, обеспечивающие дополнительную защиту и без того плотной шкуре. Вероятно, Шамблеры охотятся на жертву, используя гипноз и могут затащить ее в портал, что ведет в их родное измерение, где адски жарко и течёт магма. Смотритель лондонского музея Роджерс обнаружил Шамблера в экспедиции на Аляску и сделал из него экспонат. Вся информация о существе известна с его слов, хотя экспонат мог был частично изменен.
В рассказе «Врата серебряного ключа» (1933) Лавкрафт упоминает похожее слово — Шамблет (англ. Shambleth), путешественник в космосе. Вероятно, корень обоих слов близок к Шамбала или Шемблз.
В «Энциклопедии Лавкрафта» говорится, что Лавкрафту понравился рассказ Кэтрин Люсиль Мур «Шамблю» (англ. Shambleau), опубликованный в «Wierd Tales» в ноябре 1933, в котором мужчину завораживает женщина по имени Шамблю.

### Кларк Эштон Смит
Кларк Эштон Смит описывает аналогичных существ в рассказе «Охотники из преисподней» (англ. Hunters from Beyond), который был написан в 1931 году и опубликован в октябре 1932 года:
Сгорбленная, мрачно-серая фигура, лишенная волос и даже какого-либо пуха или щетины, но украшенная узором из размытых бесцветных колец, похожих на свернувшуюся змею, которая живет в темноте. Голова человекообразной обезьяны с песьей пастью, а руки заканчиваются искривленными ладонями, чьи черные когти почти достигают пола. Свирепое и омерзительное существо, его пергаментная кожа непередаваемо морщилась, точно у трупа или мумии, а в глубоко посаженных глазных впадинах мерцали злые полоски желтоватого, будто горящая сера, сияния. Из полуоткрытого рта, истекающего слюной, высовывались гнилые клыки. Чудовище готовилось к прыжку. Оно явилось из измерения, что, несомненно, находится ниже, чем все остальные, чуть ближе к сердцу преисподней. Я вызвал безымянных существ, которые позировали мне для скульптуры. Они отвратительны, как черви, пожирающие грешников в преисподней, злобны, как гарпии, и они никогда не могут утолить свой невообразимый голод. Я думал, что они бессильны сделать что-то вне границ своего мира, и все время смеялся, когда они пытались меня заманить, хотя временами испытывал дрожь от этого их змеиного мысленного зова. У них были мягкие, невидимые, зыбкие руки, пытающиеся затянуть тебя с твердого берега в бездонную трясину. Они охотники – охотники из преисподней.

## Другие писатели

### Роберт Говард
Роберт Говард описывает похожих в чем-то безымянных существ в рассказах: «Феникс на мече» (1932) и «Повелитель кольца» (1934):

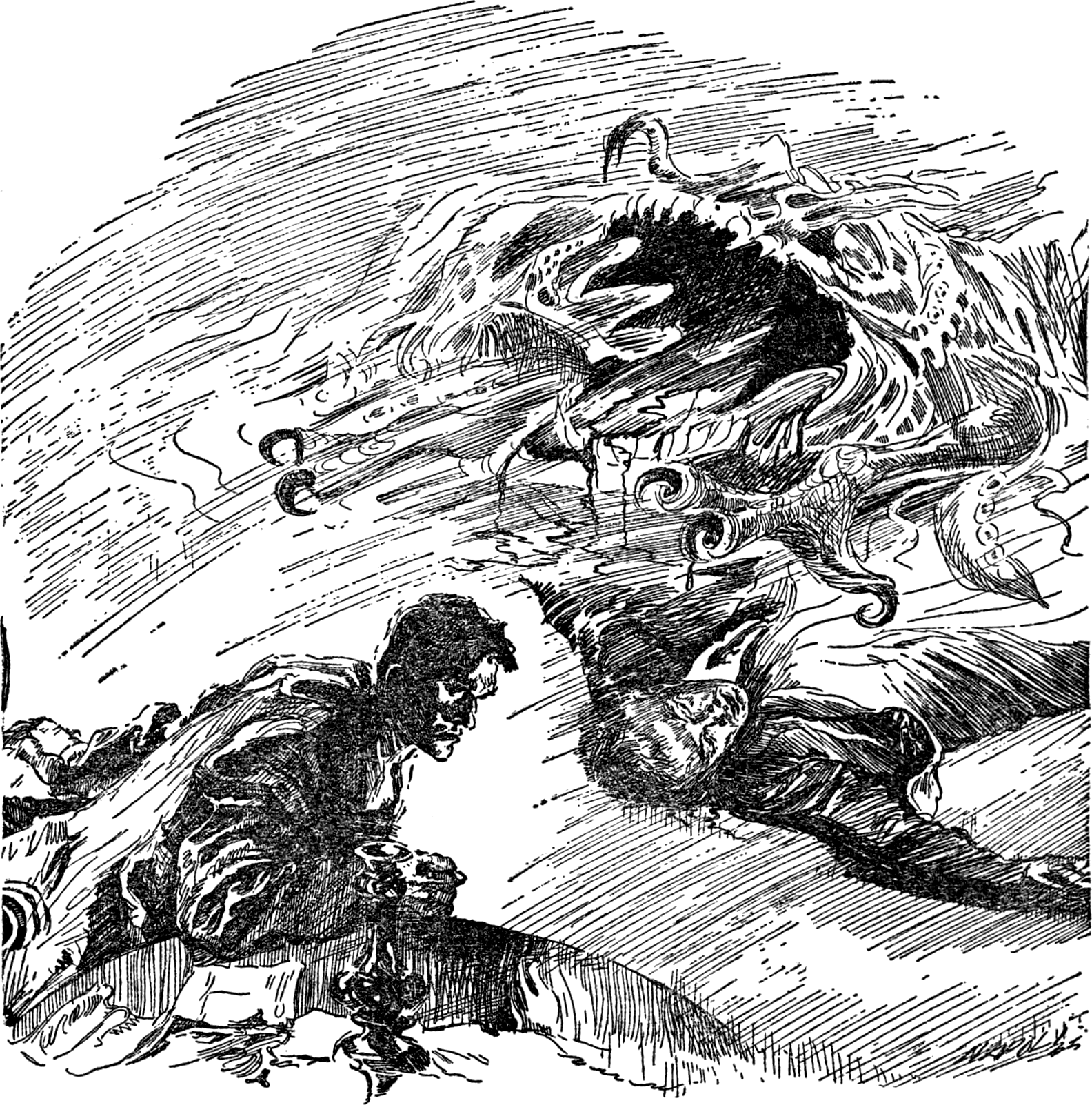
Шамблер со звезд (Weird Tales v26n03)

Бесформенная тень, огромная черная тварь не могла быть порождением подлунного мира. Ее слюнявые черные зубы тянулись к горлу Конана, а взгляд пылавших желтым огнем огромных глаз иссушал его мозг подобно самуму. Отвратительная морда неведомой твари не могла принадлежать животному, в ее демонических чертах было нечто от древней, заколдованной неведомыми силами мумии, пробудившейся вдруг к жизни. Слюнявые клыки впились Конану в горло. Не выпуская из пасти окровавленной руки короля, оно злобно смотрело в его глаза, наслаждаясь пробуждающимся в них ужасом. Глаза чудовища и без того огромные, набухли и стали воистину гигантскими. Зазубренное лезвие меча глубоко вонзилось в тело твари. Из чудовищной раны на теле демона хлынул мутный поток слизи. Тварь содрогнулась в предсмертных муках и, устремив в потолок взгляд остекленевших янтарных глаз, застыла на месте. Огромное чудовище расплывалось, превращаясь в студенистую массу. Вскоре странные останки ужасного чудовища бесследно исчезли. На полу, там, где чудовище испустило дух, осталось большое темное пятно, которое невозможно было удалить никакими средствами. Кровь демона оставила четкий отпечаток тела и ни у кого не возникало ни малейших сомнений в том, что более ужасной твари никогда еще не появлялось в земном мире. Но знающие люди поговаривали, что зловещая тень обезьяноподобного бога не раз уже мелькала у алтарей заброшенных стигийских храмов. Это было нечто среднее между стигийской мумией и обезьяной.

### Роберт Блох
Роберт Блох в рассказе «Звёздный бродяга» (1935) использует название Шамблер (англ. Shambler) и Вампир со звезд (англ. Star Vampire): 
Мой друг испускал визгливые вопли и они смешивались с адским смехом. Затем тело моего друга переломилось пополам. Брызнули фонтаны крови. Но кровь не достигла пола. Поток ее остановился в воздухе, а смех прекратился, сменившись кошмарными чавкающими звуками. Невидимое существо, пришедшее ниоткуда, питалось его кровью! Неужели это невидимый вампир? Угол комнаты у окна заполнялся красным, кровавым светом. Стали медленно проявляться контуры призрака – набухающий кровью силуэт невидимого звездного бродяги. Это было нечто красное, текучее, дрожащее желе, малиновый шар, ощетинившийся бесчисленными щупальцами, шевелящимися и изгибающимися. На их концах были присоски или рты, которые открывались в безмерной жадности… Существо было распухшим, омерзительным: масса без головы, лица,глаз; одна голодная пасть. Человеческая кровь, выпитая им, сделала его силуэт почти видимым. Это зрелище могло свести с ума любого. Существо схватило книгу и ушло обратно в безымянные космические бездны, откуда оно явилось.
Шамблер может быть призван определённым заклинанием — например тем, что описано в книге «De Vermis Misteriis» (из творчества Блоха).

### Генри Гассе
Генри Гассе описывает похожих существ в рассказе «Хранитель Книги» (1937).

## Видеоигры
В игре «Quake» (1996) появляется монстр Шамблер.
В игре «Call of Cthulhu» (2018) Шамблер проникает в наш мир через картину.

## Настольные игры
Во разных сериях ролевой игры «Зов Ктулху» появляются множество дополнительных подробностей о Шамблерах. В материалах говорится про божество Каадж'Каалбх — меньший Внешний Бог, слуга Азатота, но уединённый в параллельном хаотическом измерении, где всё нестабильно. Это божество может проявляться в различных формах, часто в виде огромного лавового озера или огромной лужи застывшей ртути. Сам бог постоянно формируется или разрушается и вообще не имеет истинной формы. Тот, кто попытается вызвать эту сущность, нуждается в помощи Шимблера.
В других сведениях дается название миру Шаблеров, известном как «не-континуум», где также обитает Йог-Сотот. Шамблеров изучала ориганизация «Дельта Грин».

## Примечание
1. ↑  S. T. Joshi. Lovecraft, H. P. (1890-1937), author. — Oxford University Press, 2000-02. — (American National Biography Online).
2. ↑  Shambler (англ.). Quake Wiki. Дата обращения: 29 декабря 2023. Архивировано 29 декабря 2023 года.
3. ↑  Call of Cthulhu - How to beat the Shambler in Sanders Gallery (chapter 6) Walkthrough – смотреть онлайн видео от Модные обзоры сумок и кошельков в хорошем качестве и бесплатно длительность PT6M5S. rutube.ru. Дата обращения: 29 декабря 2023. Архивировано 29 декабря 2023 года.
4. ↑  Trouver Objet Caché ! (фр.). www.tentacules.net. Дата обращения: 28 декабря 2023. Архивировано 28 декабря 2023 года.
5. ↑  Сэнди Петерсен, Линн Уиллис «Определитель чудовищ Мифов Ктулху С. Петерсена» (Sandy Petersen, Lynn Willis. S. Petersen’s Field Guide to Cthulhu Monsters, 1988): вспомогательный материал для НРИ «Зов Ктулху» (Call of Cthulhu)